# Tramwaje w Casablance
Tramwaje w Casablance – system komunikacji tramwajowej w Casablance w Maroku.

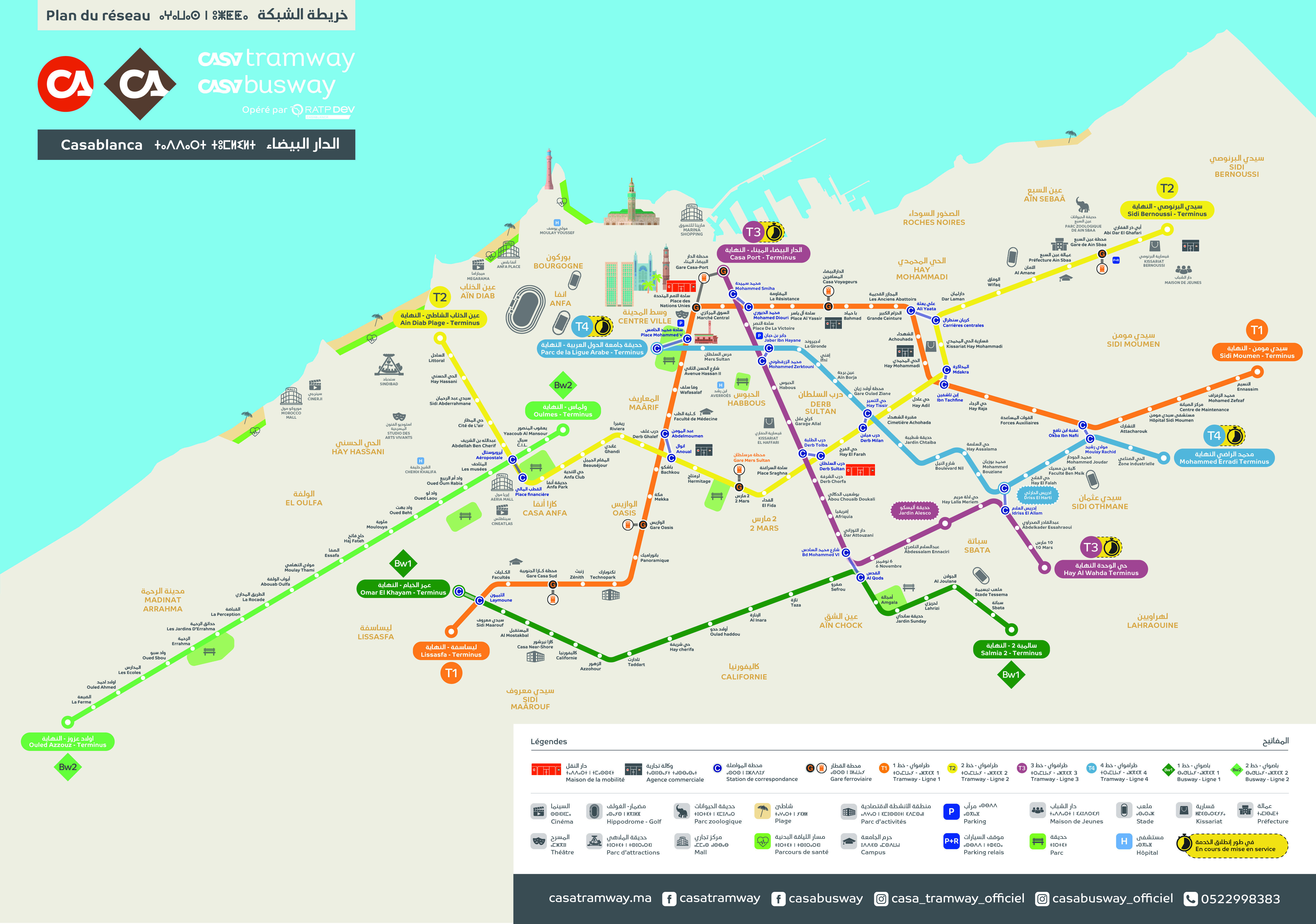
Schemat sieci komunikacji tramwajowej i autobusowej

## Historia
Wstępne studia wykonalności wykonała firma Systra w 2008. Budowę systemu tramwajowego w Casablance rozpoczęto w 2009 od linii nr 1 liczącej 31 km długości, przy której zlokalizowano 48 przystanków. Szacowany czas przejazdu pomiędzy stacjami końcowymi to 60 minut przy średniej prędkości 19 km/h.
12 grudnia 2012 otwarto linię nr 1 o łącznej długości 31 km pomiędzy przystankami Sidi Moumen i Facultés oraz odcinek o Abdelmoumen - Ain Diab Plage. Na początku 2019 otwarto dwa nowe odcinki sieci liczące 16,5 km: Anoual (Abdelmoumen) - Sidi Bernoussi (linia nr 2) oraz Facultés - Lissasfa (linia nr 1). Dodatkowo linię nr 2 skierowano na dotychczas wykorzystywany odcinek przez linię nr 1 Abdelmoumen - Ain Diab Plage. Nowa inwestycja pochłonęła 390 mln dolarów. 24 września 2024 otwarto dwie kolejne linie: nr 3 o długości 14,1 km i nr 4 o długości 12,5 km. 

## Linie
- 1: Lissasfa - Sidi Moumen (23,6 km, 38 przystanków)
- 2: Ain Diab Plage - Sidi Bernoussi (22,4 km, 32 przystanki)
- 3: Gare de Casa-Port – Hay El Wahda (14,1 km, 20 przystanków)
- 4: Parc de la Ligue Arabe – Mohammed Erradi (12, 5km, 19 przystanków)

## Tabor
Pierwsze tramwaje dla Casablanki wyprodukował Alstom, były to wagony Citadis X02 w ilości 124 sztuk, które obsługują linie nr 1 i 2. W 2020 miasto zamówiło kolejne 66 składów z opcją rozszerzenia o 22 pojazdy do obsługi linii nr 3 i 4. Postępowanie wygrał ponownie Alstom z modelem X05. Wszystkie posiadane wagony są dwukierunkowe i łączone są w składy po dwa wagony, ponieważ posiadają kabinę motorniczego tylko z jednej strony.

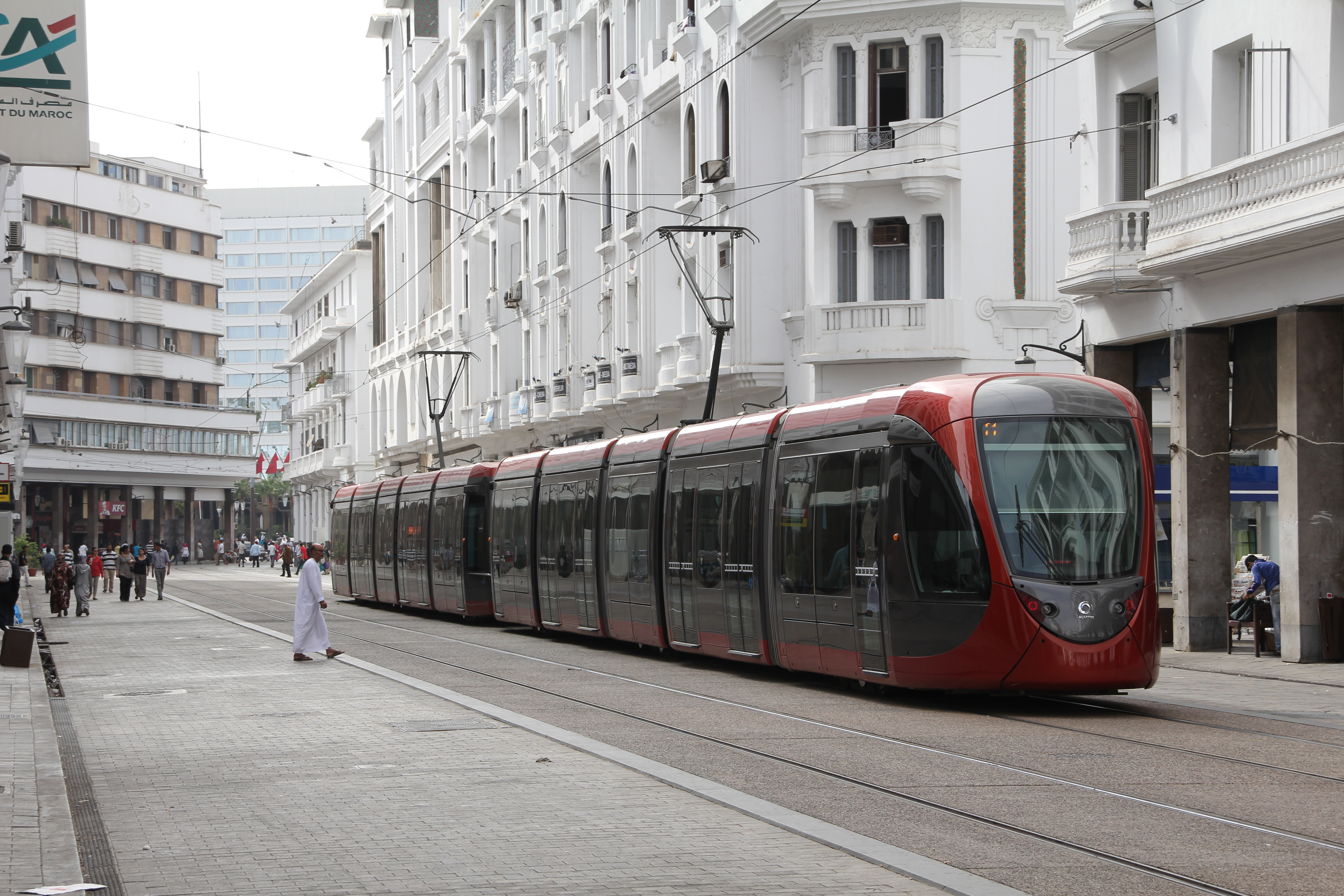
Tramwaj w centrum Casablanki